# Yannasit Sukchareon
Yannasit Sukchareon (thailändisch ญาณสิทธิ์ สุขเจริญ, * 20. Januar 1998) ist ein thailändischer Fußballspieler.

## Karriere
Yannasit Sukchareon erlernte das Fußballspielen in der Jugendmannschaft von Muangthong United. Der Verein aus Pak Kret, einem nördlichen Vorort der Hauptstadt Bangkok, spielte in der höchsten thailändischen Liga, der Thai Premier League. Hier unterschrieb er 2015 auch seinen ersten Profivertrag. Nach Vertragsunterschrift wurde er umgehend an den RSU FC (Rangsit University FC) ausgeliehen. Der Verein aus Pathum Thani spielte in der damaligen dritten Liga, der Regional League Division 2, in der Bangkok Region. 2016 spielte er ebenfalls auf Leihbasis beim Drittligisten Kamphaengphet FC in Kamphaeng Phet. Der Erstligist Pattaya United aus Pattaya lieh ihn die Saison 2017 aus. Für Pattaya stand er einmal in der ersten Liga, der Thai League, im Tor. Die Hinserie 2018 spielte er auf Leihbasis beim Zweitligaaufsteiger Udon Thani FC in Udon Thani. Die Rückserie lieh ihn der Drittligist Bangkok FC aus. In der vierten Liga spielte er 2019 auf Leihbasis beim Koh Kwang FC in Chanthaburi. Nach Vertragsende bei Muangthong United unterschrieb er Anfang 2020 einen Vertrag beim Bangkok FC. Der Verein spielte in der Upper Region der dritten Liga. Nach dem zweiten Spieltag der Saison 2020 wurde die Saison wegen der COVID-19-Pandemie unterbrochen. Nach der Unterbrechung spielte er mit Bangkok in der neugeschaffenen dritten Liga in der Bangkok Metropolitan Region. 2022 und 2023 wurde er mit dem Verein Vizemeister der Region. Die Saison 2023/24 feierte er mit dem Bangkok FC die Meisterschaft der Region sowie den Aufstieg in die zweite Liga.

## Erfolge
Bangkok FC
- Thai League 3 – Bangkok Metropolitan: 2023/24  ▲

## Sonstiges
Yannasit Sukchareon ist der Zwillingsbruder von Yannarit Sukcharoen.